# Sankondé
Sankondé är en ort i Burkina Faso.   Den ligger i provinsen Province du Bam och regionen Centre-Nord, i den centrala delen av landet, 100 km norr om huvudstaden Ouagadougou. Sankondé ligger 348 meter över havet och antalet invånare är 249.
Terrängen runt Sankondé är platt. Närmaste större samhälle är Kongoussi, 7,1 km öster om Sankondé.
Trakten runt Sankondé består i huvudsak av gräsmarker. Runt Sankondé är det ganska tätbefolkat, med 80 invånare per kvadratkilometer.